# Henrichemont
Henrichemont is een gemeente in het Franse departement Cher (regio Centre-Val de Loire). De plaats maakt deel uit van het arrondissement Bourges. Henrichemont telde op 1 januari 2022 1.713 inwoners.
Henrichemont is een van de weinige voorbeelden van een nieuwe stad uit de 17e eeuw in Frankrijk en werd gebouwd in opdracht van Maximilien de Béthune, hertog van Sully. In het oosten van de gemeente, op de grens met Morogues, ligt het dorp La Borne, bekend om zijn keramiek. Hier zijn sinds de 16e eeuw pottenbakkers actief.

## Geschiedenis
Sully, vriend en minister van koning Hendrik IV van Frankrijk, kocht in 1605 het zelfstandige prinsdom Boisbelle van Carlo I Gonzaga, hertog van Nevers. Hij kreeg van de koning het voorrecht er een nieuwe stad te bouwen. Hij deed hiervoor een beroep op de topografen Jacques Aleaume en Claude Chastillon en op de architect Salomon de Brosse. Zij ontwierpen een versterkte stad met een regelmatig, vierkant grondplan met zijden van 500 meter. Vanuit een centraal plein vertrokken acht straten. De eerste steen werd gelegd in 1609 maar bij de dood van Hendrik IV in 1610 viel Sully in ongenade en de stad werd nooit afgewerkt volgens de oorspronkelijke plannen. De werken werden stilgelegd in 1612.
In de 19e eeuw kwam er in de gemeente textiel- en lederindustrie.

## Geografie
De oppervlakte van Henrichemont bedroeg op 1 januari 2022 25,27 vierkante kilometer; de bevolkingsdichtheid was toen 67,8 inwoners per km². Het centrum ligt op een hoogte van 285 meter.
De onderstaande kaart toont de ligging van Henrichemont met de belangrijkste infrastructuur en aangrenzende gemeenten.

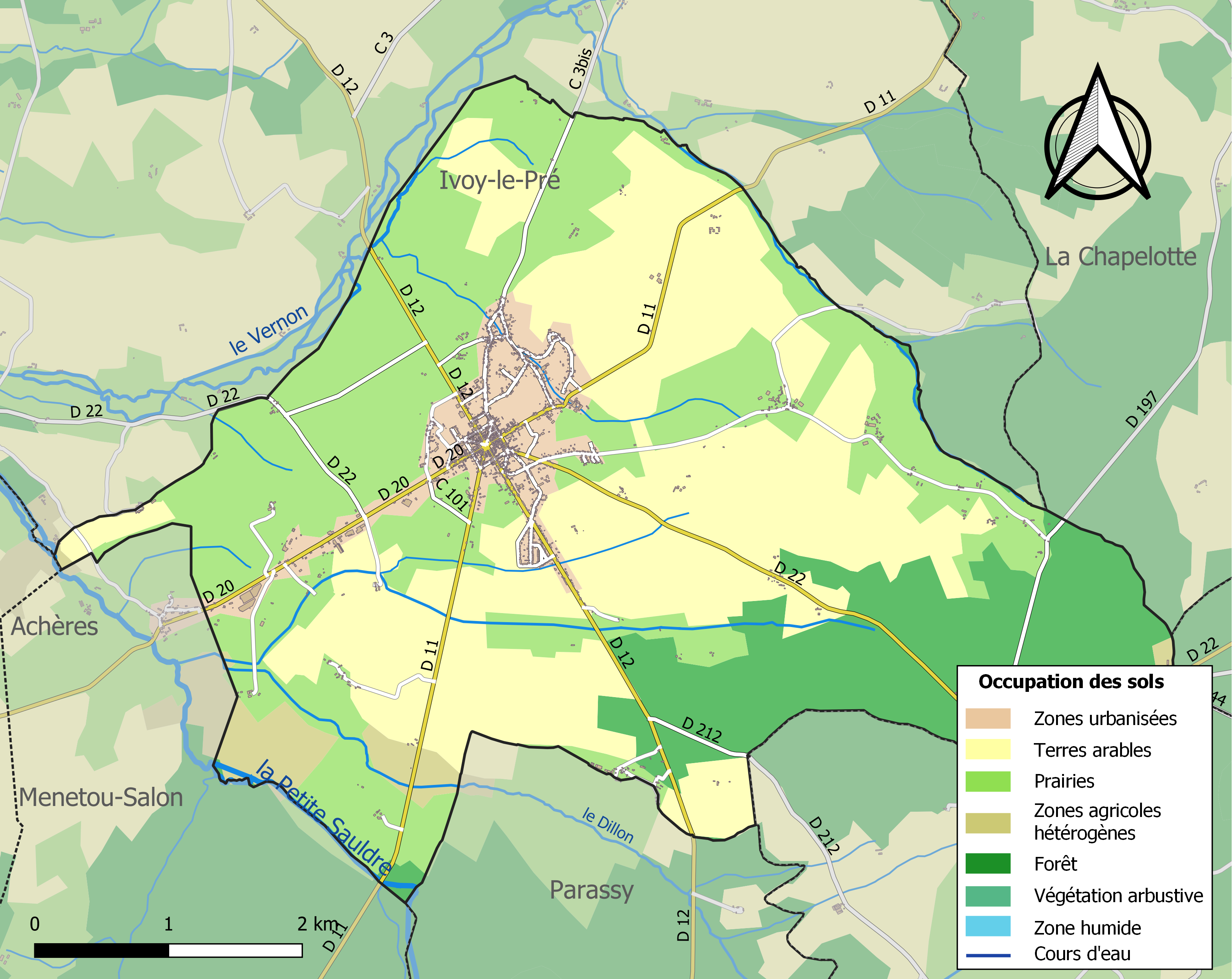

## Demografie
Onderstaande figuur toont het verloop van het inwonertal (bron: INSEE-tellingen).